# Юстиніан Овчинников
Архієпи́скоп Юстиніа́н (у світі — Віктор Іва́нович Овчи́нников; нар. 28 січня 1961, Костерьово, Володимирська область, Московщина) — резидент Московської патріархії на окупованих територіях Республіки Молдова (так звана ПМР) у ранзі єпископа. Запровадив у Тирасполі та Бендерах блюзнірський чин анафеми Гетьману Іоанну Мазепі за зразком Синодальної Московської Церкви. Також дослідник румунських громад липован. Випускник Бухарестського богословського інституту. Зараз єпископ Російської православної церкви з титулом архієпископ Елистинський та Калмицький (з 2014).
Має два громадянства — Молдови з 25 листопада 2001 та Російської Федерації.

## Життєпис
1983 — закінчив історичний факультет Іванівського державного університету. Тоді ж став іподияконом єпископа Іванівського та Кінешемського Московської патріархії Амвросія Щурова.
1984 поступив до Московської духовної семінарії. 1985—1986 — відбував службу у складі большевицької армії в Читинській області. 1986—1988 — старший іподиякон ректора Московської духовної академії єпископа Дмитрівського Олександра Тимофєєва. 24 березня 1988 — пострижений в чернецтво з іменем Юстиніан.
З 1988 року, ще в часи комуністичної Румунії, навчався у Богословському інституті Бухареста, який закінчив 1992 зі ступенем магістра богослов'я; тема дипломної роботи— «Історія російських старообрядців-липован у Румунії».
1991 працевлаштований на формальну посаду референта Відділу зовнішніх церковних зв'язків Московського патріархату.

### Архієрейство у маріонетковій ПМР
Архієрейські свячення прийняв з огляду на політичні інтереси Російської Федерації у Молдові, де була створена маріонеткова держава «Придністровська Молдавська Республіка (ПМР)». 1 вересня 1995 у московському Донському монастирі його зробили єпископом Дубосарським, вікаріє Кишинівської єпархії Московської патріархії. Після того, як був підготовлений ґрунт, 6 жовтня 1998 став єпископом Тираспольської та Дубосарської єпархії МП, створеної спеціально на території невизнаної Придністровської Молдавської Республіки.
8 березня 2009 на свято Торжества Православ'я, на замовлення московських спецслужб, запровадив блюзнірський чин анафеми Гетьмана України Іоанна Мазепи. Це була «асиметрична» відповідь МЗС Російської Федерації на державне святкування в Україні 300-річчя військового союзу Шведського королівства та Гетьманщини у часи Іоанна Мазепи.
27 липня 2009 рішенням Синоду включений до складу Міжсоборної присутності.

### Американський період
З 5 березня 2010 звільнений від посади управителя Тираспольської та Дубосарської єпархії і призначений управителем Патріаршими приходами в США, вікарієм Патріарха Московського та архієпископом Наро-Фоминським.
З 26 липня 2012 по 17 червня 2013 рішенням Синоду тимчасово керував Аргентинською та Південноамериканською єпархією.

### Повернення в РФ
25 липня 2014 призначений єпископом Елистинським у Республіці Хальмг-Танч. Виключений і з Міжсоборної присутності 23 жовтня 2014 рішенням Синоду РПЦ. Приводом для цього став не лише провал місції Овчиннікова у США та Південній Америці, але й звинувачення у гомосексуальності.

## Твори
Книжки
- Архиепископ Элистинский и Калмыцкий Юстиниан. Сборник проповедей, произнесенных в 2011—2014 годах / [ред.-сост. А. В. Алексеев]. — Элиста: Библиотека международного историко-литературного журнала «Странникъ», 2014. — 212 л. цв. ил., 20 см.[8]
- Архиепископ Элистинский и Калмыцкий Юстиниан. Общение с паствой и обществом во время служения в Приднестровье (1995—2010) / [ред.-сост. А. В. Алексеев]. — Элиста: Библиотека международного историко-литературного журнала «Странникъ», 2015. — 168 л. цв. ил., 20 см.[9]
- Архиепископ Элистинский и Калмыцкий Юстиниан. По тропе воспоминаний. К 20-летию архиерейской хиротонии / Архиепископ Юстиниан (Овчинников), [ред.-сост. А. А. Федотов]. — Элиста, 2015. — 307 л. цв. ил., 21 см.[10]
- Архиепископ Элистинский и Калмыцкий Юстиниан. Архиерейское служение на Калмыцкой земле. — Элиста, 2015. — 34 л. цв. ил., 26 см.[11][12]

## Нагороди

### Церковні
- Орден преподобного Сергія Радонезького ІІ ступеню (РПЦ, 2001)
- Орден преподобного Серафима Саровського ІІ ступеню (РПЦ, 2005)
- Орден «Різдво Христове — 2000» II ступеню (РПЦ (в Україні), 2001)
- Орден благовірного господаря Стефана Великого І ступеню (Православн а церква Молдови, 2010)[13]
- Орден благовірного господаря Стефана Великого ІІ ступеню (Православна церква Молдови, 2003)
- Орден преподобного Паісія Величковського ІІ ступеню (Православна церква Молдови]], 2005)[14]
- Орден святителя Інокентія Московського ІІ ступеню (РПЦ, 2011)[15]
- Орден «За заслуги перед Православною церквою Казахстана» (Казахстанський Митрополичий Округ, 2012)[16]